# Ranua
Ranua este o comună din Finlanda.